# Темплтон (Вірджинія)
Темплтон (англ. Templeton) — переписна місцевість (CDP) в США, в окрузі Принс-Джордж штату Вірджинія. Населення — 372 особи (2020).

## Географія
Темплтон розташований за координатами 37°4′52″ пн. ш. 77°21′23″ зх. д. / 37.08111° пн. ш. 77.35639° зх. д. (37.081004, -77.356322).  За даними Бюро перепису населення США в 2010 році переписна місцевість мала площу 5,36 км², уся площа — суходіл.

## Демографія
Згідно з переписом 2010 року, у переписній місцевості мешкала 431 особа в 169 домогосподарствах у складі 121 родини. Густота населення становила 80 осіб/км².  Було 189 помешкань (35/км²).
Расовий склад населення:
| - 62,9 % — білих - 26,9 % — чорних або афроамериканців - 0,5 % — корінних американців - 0,5 % — азіатів - 3,9 % — осіб інших рас |

До двох чи більше рас належало 5,3 %. Частка іспаномовних становила 5,3 % від усіх жителів.
За віковим діапазоном населення розподілялося таким чином: 26,2 % — особи молодші 18 років, 62,4 % — особи у віці 18—64 років, 11,4 % — особи у віці 65 років та старші. Медіана віку мешканця становила 37,7 року. На 100 осіб жіночої статі у переписній місцевості припадало 95,9 чоловіків;  на 100 жінок у віці від 18 років та старших — 90,4 чоловіків також старших 18 років.
Середній дохід на одне домашнє господарство  становив 28 019 доларів США (медіана — 22 692), а середній дохід на одну сім'ю — 27 423 долари (медіана — 22 215). За межею бідності перебувало 19,3 % осіб, у тому числі 29,9 % дітей у віці до 18 років та 0,0 % осіб у віці 65 років та старших.
Цивільне працевлаштоване населення становило 107 осіб. Основні галузі зайнятості: освіта, охорона здоров'я та соціальна допомога — 26,2 %, виробництво — 16,8 %, роздрібна торгівля — 14,0 %.